# Il grande freddo (album)
Il grande freddo è il quattordicesimo e ultimo album in studio del cantautore italiano Claudio Lolli, pubblicato nel 2017.
Le note di copertina specificano che l'album è stato finanziato con un crowdfunding ospitato dalla piattaforma per progetti culturali e artistici BeCrowdy. Il disco ha ottenuto la Targa Tenco 2017 nella categoria "album".

## Tracce
Testi e musiche di Claudio Lolli, eccetto dove indicato.
1. Il grande freddo – 4:32
2. La fotografia sportiva – 5:57
3. Non chiedere – 5:04
4. 400000 colpi – 6:34
5. Sai com'è – 5:44 (musica: Marino Severini)
6. Gli uomini senza amore – 4:17 (musica: Danilo Tomasetta)
7. Prigioniero politico – 4:29 (musica: Claudio Lolli, Roberto Soldati)
8. Principessa messamale – 6:07
9. Raggio di sole – 5:53

## Formazione
- Claudio Lolli – voce
- Paolo Capodacqua – chitarra acustica
- Giorgio Cordini – bouzouki, chitarra acustica
- Felice Del Gaudio – basso, contrabbasso
- Pasquale M. Morgante – pianoforte, tastiera
- Roberto Soldati – chitarra
- Lele Veronesi – batteria
- Danilo Tomasetta – sassofono tenore, sassofono contralto
- Nicola Alesini – sassofono soprano
- Alberto Pietropoli – sassofono soprano
- Enzo De Giorgi - copertina, artwork e videoclip